# Tiszaszőlősi KSE
A Tiszaszőlősi Községi Sportegyesület. Tiszaszőlős községének labdarúgó csapata, ami a JNSZ III. osztályban szerepel.

## Története

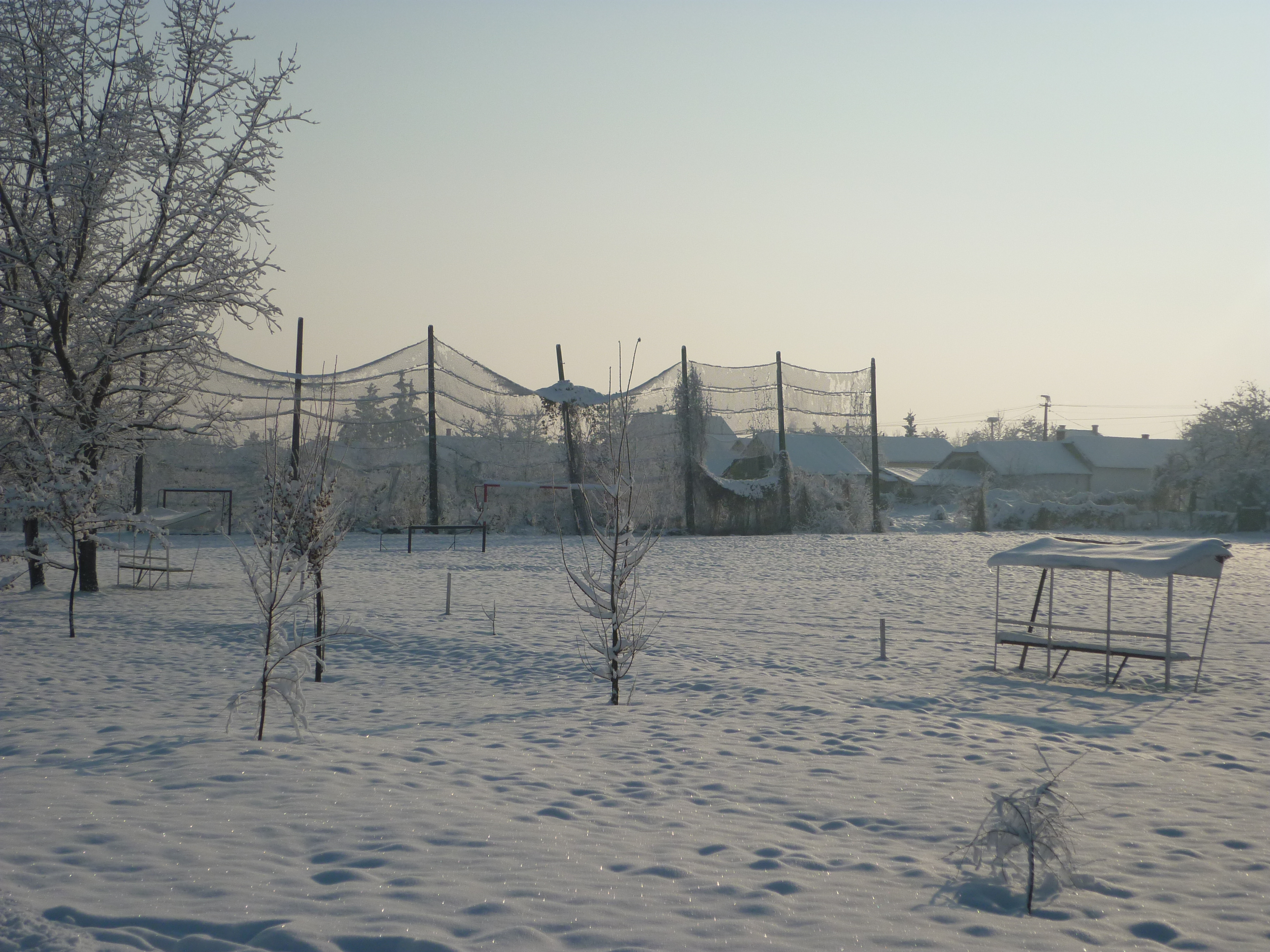
2010 telén a sportpálya.

A nyolcvanas évek volt a tiszaszőlősi labdarúgás aranykora. A virágzás az új sportpálya megépítésével kezdődött, majd a helyi TSZ stabil anyagi hátteret biztosított a csapat számára. Ez időben Tiszafüred és Abádszalók utáni legerősebb csapat Tiszaszőlős volt. 1986 tavaszán a bajnokságban Abádszalók mögött második helyen végzett a csapat, úgy hogy az utolsó mérkőzésen éppen Abádszalókot idegenben győzték le. A csapat feljutott az akkor létrehozott (egycsoportos) Megyei II. osztályba. A csapat évekig erős középcsapatnak számított a bajnokságban, majd a kilencvenes évek elején hanyatlani kezdett a tiszaszőlősi labdarúgás. A főtámogatójuk az agonizálás áldozata lett. A csapat játékosai ez időben felhagytak a sporttal, a szomszédos települések játékosai igazoltak a klubba. Ez időszakban Tiszafüred II. néven vált ismertté a csapat. 1994-ben súlyosbodott a gazdasági helyzet, ami a klub megszűnését jelentette.
1999-ben újjászerveződött a klub, amely rögtön első szezonjában megnyerte a Szolnok megyei III. osztályt. A kétpói csapat előtt 1 ponttal végeztek a 13 csapatos bajnokságban. 23 kapott góllal a szezon legjobb védelmét kovácsolták össze. A következő években újra pénzhiánnyal küzdött a csapat. 2003-ban ismét megszűnt a klub.
2012-ben újra megalakult Tiszaszőlősön a labdarúgás, ezúttal Tiszaszőlősi KSE néven. A felkészülési mérkőzések során több fiatal játékost teszteltek, de nem mindenki szerződött le a bajnokság kezdetére. Az újonnan alapított Szolnok megyei IV. osztályban szerepel a csapat. Az őszi szezon folyamán várakozáson felül teljesítettek. Az első három bajnokin veretlenek lettek, Tiszaörs (5-1), Kétpó (3-2), majd Tiszabura (4-3) ellen arattak sikert. A téli szünet idején a bajnokság harmadik helyén telelt a csapat. A téli szünetet követően a Berekfürdői SE ellen 4-0-ra nyertek. Végül a csapat a szezont a 4. helyen zárta.

## Sikerek
- Szolnok megyei III. osztály: 1999-00

## Az elmúlt évek eredményei
| szezon      | bajnokság                                    | helyezés |
| ----------- | -------------------------------------------- | -------- |
| 2014 / 2015 | Szolnok megyei III. osztály                  |          |
| 2013 / 2014 | Szolnok megyei III. osztály                  | 5.       |
| 2012 / 2013 | Szolnok megyei IV. osztály                   | 4.       |
| 2003 / 2004 | Szolnok megyei II. osztály                   | 15.      |
| 2002 / 2003 | Szolnok megyei II. osztály                   | ?        |
| 2001 / 2002 | Szolnok megyei II. osztály, Jászsági csoport | 13.      |
| 2000 / 2001 | Szolnok megyei II. osztály, Kunsági csoport  | 13.      |
| 1999 / 2000 | Szolnok megyei III. osztály                  | 1.       |

## Névváltozások
- 1970-es évek környékén Petőfi MgTSZ SE
- ?-1994 Tiszafüred II.
- 1999-2003 Tiszaszőlős SE
- 2012- Tiszaszőlősi KSE

## Játékoskeret

### Első csapat
2013. szeptember 11-i állapot szerint.
| # |              | Poszt | Név            |
| - | ------------ | ----- | -------------- |
| 1 | Magyarország | K     | Keszler Béla   |
| 2 | Magyarország | KP    | Győri István   |
| 3 | Magyarország | V     | Szabó István   |
| 4 | Magyarország | V     | Váradi Béla    |
| 5 | Magyarország | KP    | Tóth Tibor     |
| 6 | Magyarország | V     | Darai Rajmund  |
| 7 | Magyarország | KP    | Kocsmár Roland |
| 8 | Magyarország | CS    | Győri József   |
| 9 | Magyarország | CS    | Darvas László  |

| #  |              | Poszt | Név            |
| -- | ------------ | ----- | -------------- |
| 10 | Magyarország | KP    | Ternák Károly  |
| 11 | Magyarország | KP    | Nagy Tibor     |
| 13 | Magyarország | V     | Süllei János   |
| 17 | Magyarország | KP    | Kiss Zoltán    |
| 18 | Magyarország | K     | Papp Csaba     |
| -  | Magyarország | V     | Muliter Imre   |
| -  | Magyarország | KP    | Madarász Csaba |
| -  | Magyarország | KP    | Szőnyi György  |

### U21-es csapat
2014. szeptember 18-i állapot szerint.
| # |              | Poszt | Név           |
| - | ------------ | ----- | ------------- |
| 1 | Magyarország | K     | Nagy Pál      |
| 2 | Magyarország | KP    | Nagy Bence    |
| 3 | Magyarország | V     | Csortos Csaba |
| 4 | Magyarország | V     | Szőnyi Tamás  |
| 5 | Magyarország | CS    | Jónás Alex    |
| 6 | Magyarország | KP    | Penti Péter   |
| 7 | Magyarország | V     | Varga Zoltán  |
| 8 | Magyarország | CS    | Paska Zoltán  |
| 9 | Magyarország | CS    | Jónás Martin  |

| #  |              | Poszt | Név             |
| -- | ------------ | ----- | --------------- |
| 10 | Magyarország | KP    | Hévizi Sándor   |
| 11 | Magyarország | KP    | Muliter Máté    |
| 12 | Magyarország | V     | Csáti Norbert   |
| 13 | Magyarország | KP    | Váradi László   |
| 15 | Magyarország | CS    | Guti Patrik     |
| 16 | Magyarország | V     | Muliter Zoltán  |
| 19 | Magyarország | CS    | Barkóczi Alex   |
| -  | Magyarország | V     | Hamar Márk      |
| -  | Magyarország | KP    | Madarász Róbert |

## Statisztikák
- 2014. augusztus 8-i állapot szerint.
- A gólok a 2012-13-as szezontól számítva

### A legtöbb gólt szerezték a TKSE történelme folyamán
| #   | Játékos        | Gól |
| --- | -------------- | --- |
| 1.  | Győri József   | 33  |
| 2.  | Gyöngy József  | 13  |
| 3.  | Győri István   | 11  |
| 4.  | Madarász Csaba | 8   |
| 5.  | Kiss Zoltán    | 5   |
| 6.  | Darvas László  | 4   |
| 7.  | Kocsmár Roland | 3   |
| 8.  | Muliter Imre   | 3   |
| 9.  | Nagy Tibor     | 2   |
| 10. | Darai Rajmund  | 1   |